# 이종원 (배우)
이종원(1969년 9월 25일 ~ )은 대한민국의 배우이다.

## 생애
1990년 당시 획기적이었던 '리복(Reebok)' CF 한편으로 스타덤에 오르게 된다. 이렇게 얻은 인기를 바탕으로 출연했던 몇몇 드라마가 히트해서 단숨에 주연급 배우로 성장하게 되었다.
대표적으로 1995년에도 강원도 사북읍의 탄광촌을 배경으로 젊은이들의 사랑과 야망을 잘 표현한 KBS2 《젊은이의 양지》, 김수현 작가가 20년 만에 재집필한 SBS 《청춘의 덫》 등이 있다.
이종원은 1994년 MBC 드라마 《짝》에 출연하며 아내 현지영을 처음 만났고 영화 《예스터데이》(97)에 출연할 때 다시 만나 본격적으로 교제해 1999년 결혼했다.

## 연기 활동

### 드라마
- 1993년 SBS 드라마스페셜 《한강 뻐꾸기》 ... 한상필 역
- 1994년 MBC 미니시리즈 《마지막 승부》 ... 한영대 농구부 김선재 역
- 1994년 SBS 월화드라마 《세 남자 세 여자》 ... 장이도 역
- 1994년 MBC MBC 베스트극장 《작은 도둑》 ... 교생 역
- 1995년 SBS 드라마 스페셜 《사랑은 블루》
- 1995년 MBC 일요아침드라마 《짝》 ... 건우 역
- 1995년 KBS2 주말연속극 《젊은이의 양지》 ... 박인범 역
- 1996년 MBC 주간드라마 《간이역》 ... 최정인 역
- 1996년 MBC 미니시리즈 《아이싱》... 강태호 역
- 1997년 SBS 월화미니시리즈 《여자 (1997년 드라마)》 ... 종구 역
- 1997년 MBC 주말연속극 《예스터데이》 ... 민수 역
- 1998년 KBS2 미니시리즈 《맨발의 청춘》 ... 장상엽 역
- 1998년 MBC 주말연속극 《마음이 고와야지》 ... 김태성 역
- 1998년 SBS 드라마스페셜 《홍길동》 ... 우용두 역
- 1999년 SBS 드라마스페셜 《청춘의 덫》 ... 강동우 역
- 1999년 SBS 월화드라마 《맛을 보여드립니다》 ... 재혁 역
- 2000년 KBS2 주말연속극 《꼭지》 ... 송현태 역
- 2000년 SBS 창사10주년 특별기획드라마 《경찰특공대》 ... 유강주 순경 역
- 2001년 SBS 드라마스페셜 《로펌》 ... 준석 역
- 2001년 KBS2 주말연속극 《아버지처럼 살기 싫었어》 ... 장철구 역
- 2001년 KBS2 월화미니시리즈 《순정》 ... 강현기 역
- 2004년 KBS2 주말연속극 《애정의 조건》 ... 진정한 역
- 2004년 SBS 아침연속극 《선택》 ... 성태완 역
- 2005년 MBC 수목미니시리즈 《슬픈 연가》 ... 오상진 역
- 2005년 KBS2 주말연속극 《슬픔이여 안녕》 ... 한성민 역
- 2006년 SBS 금요드라마 《어느 날 갑자기》 ... 강신형 역
- 2007년 SBS 월화드라마 《내 남자의 여자》 ... 박석준 역
- 2007년 KBS2 주말연속극 《며느리 전성시대》 ... 김기하 역
- 2007년 SBS 금요드라마 《날아오르다》 ... 강인성 역
- 2008년 SBS 주말극장 《행복합니다》 ... 박상욱 역
- 2008년 MBC 창사47주년 특별기획드라마 《에덴의 동쪽》 ... 이기철 역
- 2008년 MBC 주말연속극 《내 인생의 황금기》 ... 유태일 역
- 2008년 KBS2 HD 특별기획드라마 《바람의 나라》 ... 해명 역
- 2008년 MBC 수목미니시리즈 《종합병원2》 ... 성의대병원 외과 교수 한기태 역
- 2009년 KBS1 일일연속극 《다 함께 차차차》 ... 이준우 역
- 2009년 KBS2 납량기획드라마 《2009 전설의 고향 - 묘정의 구슬》 ... 임금 역
- 2010년 MBC 주말특별기획드라마 《김수로》 ... 조방 역
- 2010년 MBC 주말연속극 《글로리아》 ... 이지석 역
- 2010년 KBS1 특별기획 대하드라마 《근초고왕》 ... 고국원왕(사유)역
- 2011년 MBC 창사50주년 특별기획드라마 《빛과 그림자》 ... 조명국 역
- 2013년 MBC 대하드라마 《불의 여신 정이》 ... 유을담 역
- 2013년 SBS 드라마 스페셜 《주군의 태양》 ... 도석철 역
- 2013년 JTBC 주말드라마 《맏이》 ... 공창래 역
- 2014년 MBN 특별기획드라마 《천국의 눈물》 ... 이도엽 역
- 2014년 MBC 주말연속극 《전설의 마녀》 ... 탁월한 역
- 2015년 MBC 일일연속극 《위대한 조강지처》 ... 한기철 역
- 2016년 KBS2 일일연속극 《천상의 약속》 ... 장경완 역
- 2016년 MBC 주말연속극 《불어라 미풍아》 ... 조달호 역
- 2017년 KBS2 월화드라마 《학교 2017》 ... 현강우 역
- 2018년 MBC 주말특별기획 《숨바꼭질》 ... 민준식 역
- 2021년 KBS2 주말드라마 《신사와 아가씨》 ... 박수철 역
- 2023년 KBS2 일일드라마 《비밀의 여자》 ... 남연석 역 (본작의 진 최종 보스)
- 2023년 KBS1 일일드라마 《우당탕탕 패밀리》 ... 유동구 역

### 교양
- 2022년 TV조선 《식객 허영만의 백반기행》 - 게스트 (156회)

### 영화
- 1991년 《푸른 옷소매》 ... 종원 역
- 1991년 《열 일곱살의 쿠테타》
- 1994년 《커피 카피 코피》
- 1994년 《계약커플》 ... 상진 역
- 2002년 《밀애》 ... 인규 역
- 2003년 《나비》 ... 황 대위 역
- 2003년 《최후의 만찬》 ... 홍곤봉 역
- 2004년 《발레 교습소》 ... 헬스 남자 역(우정출연)

### 연극
- 1992년 《햄릿》 ... 햄릿 왕자 역(주인공)
- 2013년 《불효자는 웁니다》 ... 박진호 역

### CF
- 1988년 : 코카콜라 (심혜진과 함께 촬영)
- 1988년 : 오리온 포카칩
- 1988년 : 화승 르까프 다기능덕다운
- 1988년 : 롯데제과 스카치캔디
- 1988년 : 한도 레보
- 1988년 : 해태제과 조슈아
- 1989년 : 동서식품 맥스웰커피믹스
- 1989년 : 오리온 오징어땅콩
- 1989년 : 삼성전자 삼성네오시리즈 (故최진실과 함께 촬영)
- 1989년 : 아디다스 스포츠 광고
- 1989년 : 아모레퍼시픽 파모리브 비누 (유혜리와 함께 촬영)
- 1989년 : LG생활건강 미네르바
- 1990년 : 롯데제과 아세로라껌 (이상아와 함께 촬영)
- 1990년 : 아디다스코리아 리복
- 1990년 : LG생활건강 에상스그린 (도지원과 함께 촬영)
- 1990년 : LG생활건강 차밍무스 (심혜진과 함께 촬영)
- 1993년 : 빙그레 캡틴
- 1993년 : 크라운제과 미니쉘 (전도연과 함께 촬영)
- 1994년 : 해태아이스크림 후레쉬메론바 (손지창과 함께 촬영)
- 1994년 : 동아오츠카 포카리스웨트 (심은하와 함께 촬영)
- 1995년 : OB맥주 OB라거 (Feat. 이덕화, 박중훈, 이재룡, 강석우, 전광렬, 유하영)
- 1995년 : 제일모직 빌트모아
- 1998년 : 롯데제과 아트라스
- 2001년 : 지오항공여행사
- 2005년 : 무학 화이트소주 (채연, 정준호, 이문세, 박광수와 함께 촬영)
- 2008년 : 엠에스존 (정준호와 함께 촬영)

## 수상 및 후보
| 연도 | 시상식                              | 부문                           | 작품                   | 결과 |
| ---- | ----------------------------------- | ------------------------------ | ---------------------- | ---- |
| 1993 | SBS 연기대상                        | 남자 신인연기상                | 한강 뻐꾸기            | 후보 |
| 1995 | KBS 연기대상                        | 남자 인기상                    | 젊은이의 양지          | 수상 |
| 1996 | 제32회 백상예술대상                 | TV부문 남자 최우수연기상       | 젊은이의 양지          | 후보 |
| 1996 | MBC 연기대상                        | 베스트 커플상 (with 김혜수)    | 짝                     | 수상 |
| 1999 | SBS 연기대상                        | 우정상                         | 청춘의 덫              | 수상 |
| 2001 | KBS 연기대상                        | 남자 우수연기상                | 아버지처럼 살기 싫었어 | 후보 |
| 2005 | 한국양복맞춤협회 2005 베스트 드레서 | 빈칸                           | 빈칸                   | 수상 |
| 2007 | SBS 연기대상                        | 연속극 부문 남자 조연상        | 날아오르다             | 수상 |
| 2009 | KBS 연기대상                        | 일일극부문 남자 우수연기상     | 다 함께 차차차         | 후보 |
| 2012 | MBC 연기대상                        | 특별기획부문 남자 우수연기상   | 빛과 그림자            | 후보 |
| 2014 | 미스아시아퍼시픽월드 슈퍼탤런트     | 서치 쇼 비즈 아시아스타상      | 빈칸                   | 수상 |
| 2015 | MBC 연기대상                        | 연속극부문 베스트 조연상       | 위대한 조강지처        | 후보 |
| 2021 | KBS 연기대상                        | 남자 조연상                    | 신사와 아가씨          | 후보 |
| 2023 | KBS 연기대상                        | 일일드라마부문 남자 우수연기상 | 우당탕탕 패밀리        | 후보 |